# Pavillon de l’Harmonie suprême
Le pavillon de l'Harmonie suprême (chinois : 太和殿 ; pinyin : Tài Hé Diàn; Mandchou : ᠠᠮᠪᠠ
ᡥᡡᠸᠠᠯᡳᠶᠠᠮᠪᡠᡵᡝ

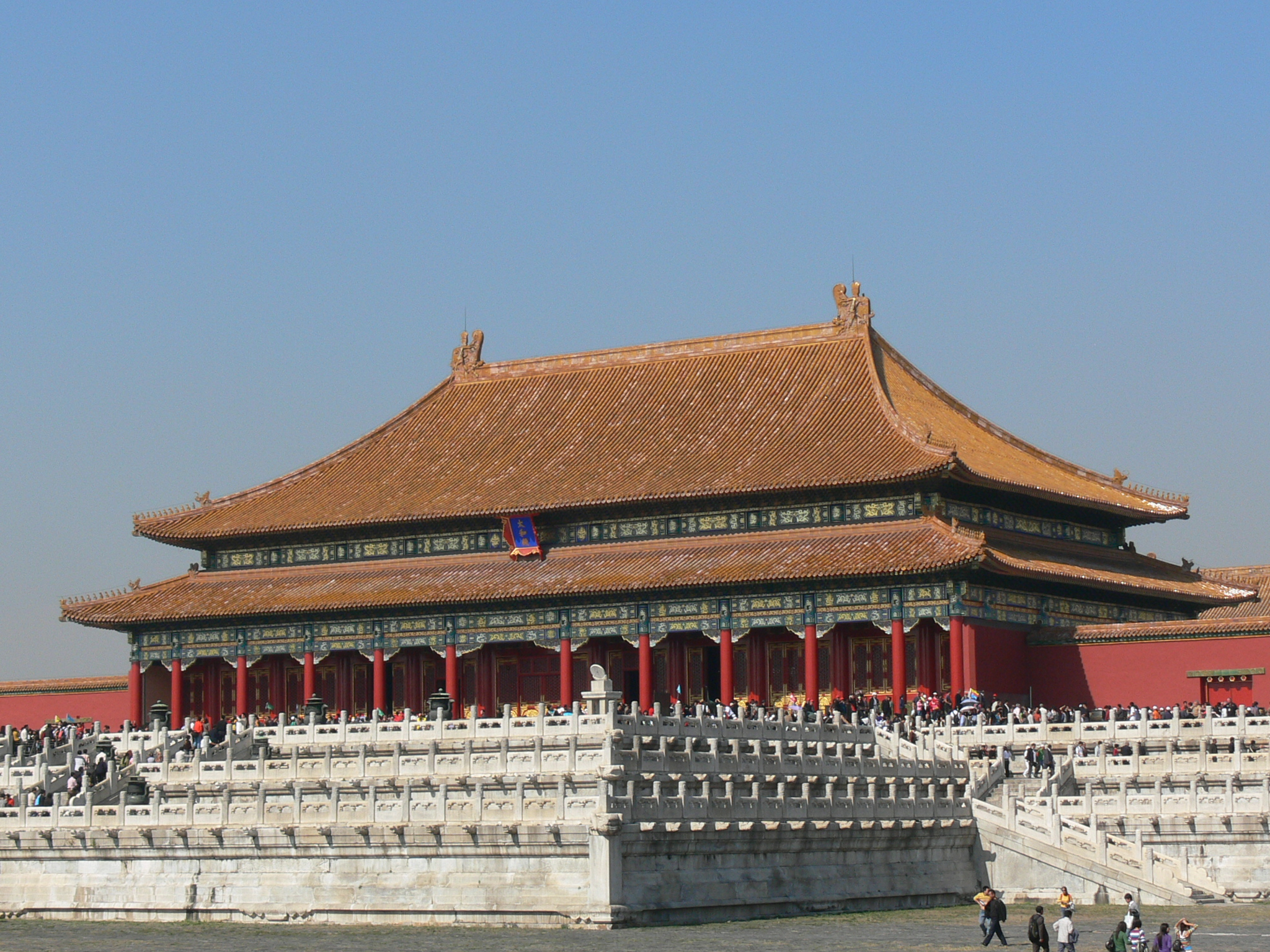
Le pavillon de l’Harmonie suprême (殿) au centre de la cité interdite

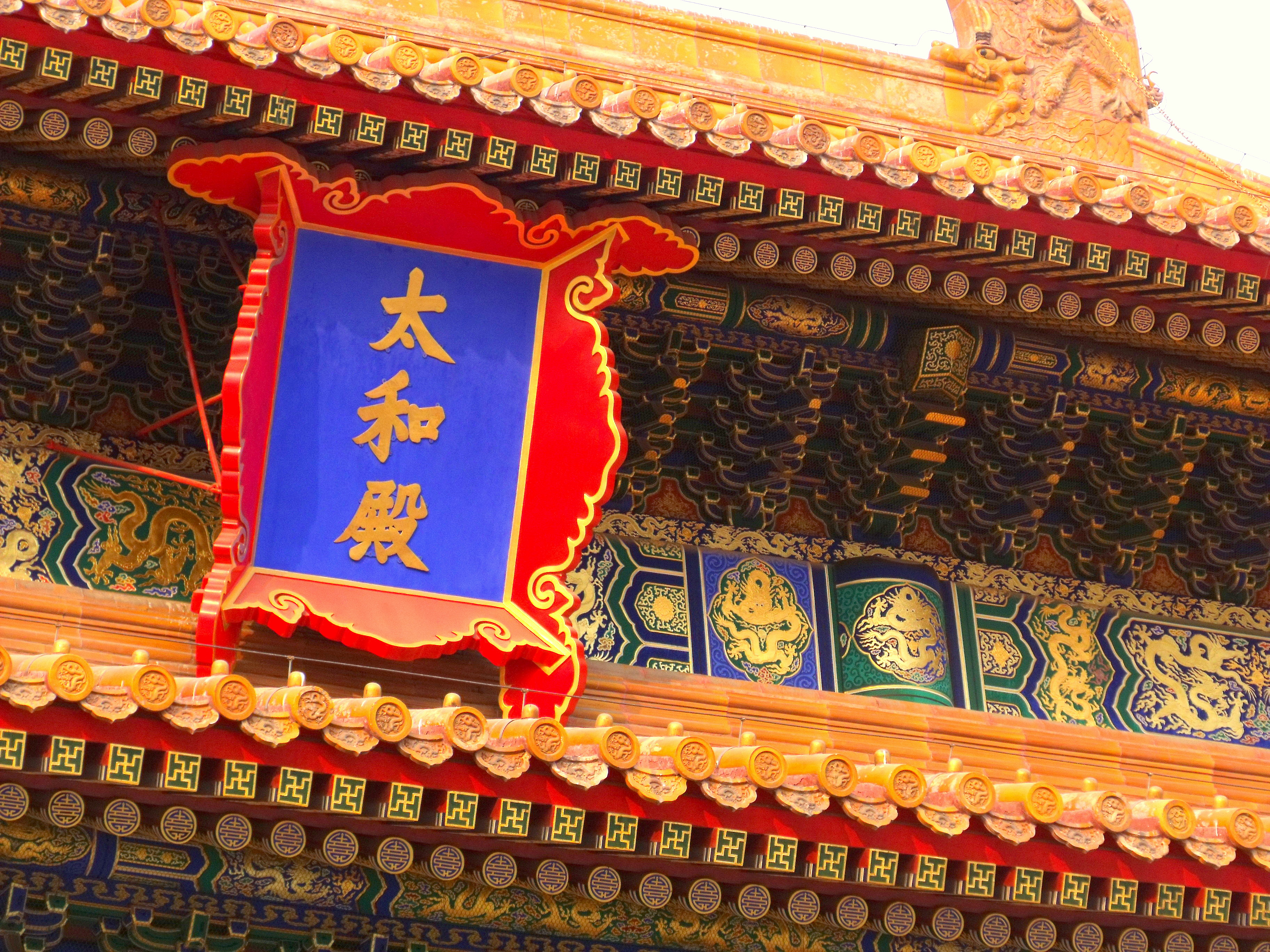
La tablette du pavillon de l'Harmonie suprême

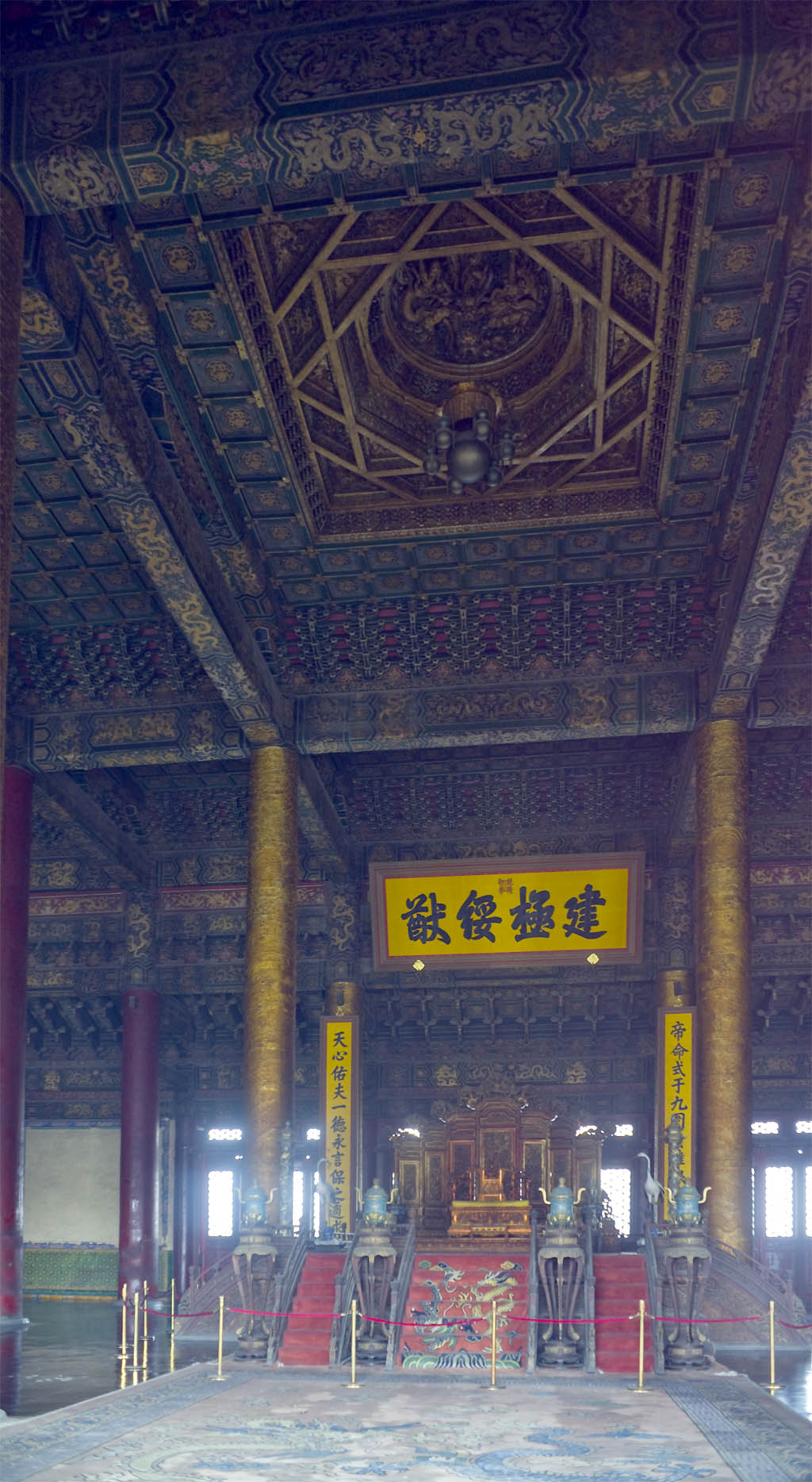
Le trône et le plafond

ᡩᡳᠶᠠᠨ ; Möllendorff：amba hūwaliyambure diyan) est la plus grande salle de la cité interdite de Pékin, en Chine. Il est situé sur l'axe central de la Cité, derrière la Porte de l'Harmonie Suprême. Construit sur une base formée de trois niveaux de marbre et entouré de brûleurs d'encens en bronze, le pavillon de l'harmonie suprême est l'une des plus grandes structures en bois de Chine. C'est le lieu où les empereurs des dynasties Ming et Qing célébraient leurs cérémonies d'intronisation et de mariage. Le nom de la salle a changé plusieurs fois au cours des derniers siècles, passant de Fengtian Dian (奉天 殿) lors de sa construction à Huangji Dian (皇 极 殿) en 1562. Son nom actuel lui a été donné par l'empereur Shunzhi de la dynastie Qing en 1645.
Avec le « pavillon de l’Harmonie parfaite » (Zhonghe) et le « pavillon de l’Harmonie préservée » (Baohe), il constitue le cœur de la cour extérieure de la Cité interdite.
Le pavillon de l'Harmonie suprême s'élève à environ 30 mètres au-dessus du niveau de la place environnante et est divisé en plusieurs segments, délimité par des piliers. Il est large de onze segments - dont neuf pour la salle principale - et profond de cinq. La présence des nombres neuf et cinq dans les dimensions de la salle est symboliquement liés à la majesté de l'empereur. Les six piliers les plus proches du trône impérial sont recouverts d'or et toute la zone est décorée d'un motif de dragon. Le trône du dragon, en particulier, a cinq dragons enroulés autour du dos et des repose-mains. L’écran derrière celui-ci représente des groupes de neuf dragons, reflétant à nouveau le symbolisme des « neuf-cinq ». Le pavillon de l'harmonie suprême comprend un magnifique trône en bois de santal rouge, utilisé autrefois par les empereurs de la dynastie Qing.
Dans la partie du plafond situé juste au-dessus du trône se trouve un caisson complexe orné d'un dragon enroulé, de la bouche duquel sort un ensemble de boules en métal rappelant un lustre. Cet ensemble est appelé le « miroir Xuanyuan », en référence à l'empereur jaune, un souverain mythologique chinois. Selon la légende, ces billes de métal tomberaient pour frapper mortellement quiconque voudrait usurper le trône.

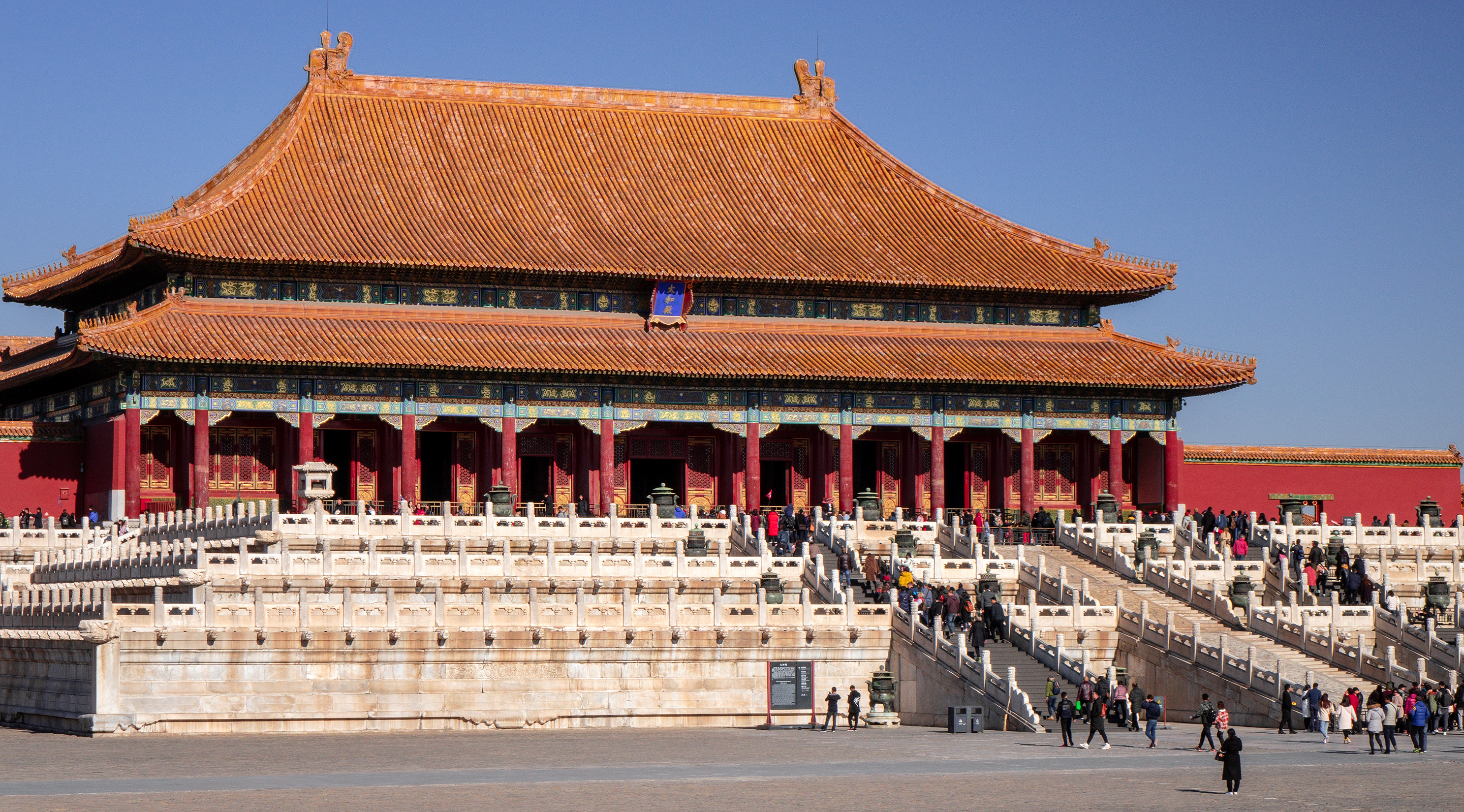
Le pavillon de l'harmonie suprême

Sous la dynastie Ming, les empereurs ont siégé dans ce pavillon pour discuter des affaires de l'État. Par contre, sous la dynastie Qing, les empereurs quittaient la cour beaucoup plus souvent. En conséquence, l'emplacement des réunions de la Cour a été déplacé dans la cour intérieure et le pavillon de l'harmonie suprême n'a plus été utilisée qu'à des fins cérémonielles, telles que les intronisations, les investitures et les mariages impériaux.
La salle d'origine a été construite en 1406 sous la dynastie Ming, détruite à sept reprises par des incendies au cours de la dynastie Qing et reconstruite pour la dernière fois entre 1695 et 1697. Après la reconstruction du XVIe siècle, les dimensions de la salle ont été réduites pour passer d’environ 95 m sur 48 m à ses dimensions actuelles, 64 m sur 37 m. Parmi les raisons invoquée pour expliquer ce changement, on avance l’impossibilité de trouver assez de troncs d'arbres suffisamment grand, chaque pilier de la salle n'étant qu'un tronc unique aux dimensions importantes.

## Voir également
- Sanctuaire national des martyrs de la révolution